# Nordatlantikstrom

Nordatlantikstrom (rot/orange)

Der Nordatlantikstrom (englisch: North Atlantic Current, NAC bzw. North Atlantic Gyre) ist eine warme Meeresströmung, die den Golfstrom nordöstlich bis nach Europa verlängert. Er wird durch die thermohaline Zirkulation angetrieben, die hier Atlantische Umwälzzirkulation (englisch: Atlantic Meridional Overturning Circulation, AMOC) genannt wird.
Durch seinen Wärmetransport wirkt der Nordatlantikstrom wie eine große Heizung, dank derer große Teile West- und Nordeuropas, wie Irland, Großbritannien und Skandinavien, ein wärmeres Klima aufweisen, als aufgrund ihrer hohen geographischen Breite zu erwarten wäre.
Die AMOC war während der vergangenen 8000 Jahre relativ stabil. Verlässliche Aussagen über Veränderungen im 20. Jahrhundert sind bislang nicht möglich, Trends aus Rekonstruktionen und Simulationen der Zirkulation stimmen kaum überein, eine Abschwächung der AMOC im Verlauf des 21. Jahrhunderts gilt allerdings als sehr wahrscheinlich.

## Verlauf
Der Golfstrom trifft vor der Küste Neufundlands mit dem kalten Labradorstrom zusammen und vereinigt sich mit diesem teilweise. Dabei verzweigt er sich und bildet Äste aus. Der vom Golfstrom nach Europa reichende Ast ist der Nordatlantikstrom.
Nördlich von Irland setzt sich ein Teil des Nordatlantikstroms als Norwegischer Strom bis nach Spitzbergen fort, ein anderer Teil driftet in Richtung Island.
Umgangssprachlich wird das gesamte von der Floridastraße bis in die Arktis reichende Band aus warmen Strömungen in den oberen Meeresschichten, einschließlich des Nordatlantikstroms, ebenfalls als Golfstrom bezeichnet.

## Thermohaline Zirkulation
Während der Golfstrom durch Winde und Kontinentalabfälle angetrieben wird, ist der Motor des Nordatlantikstromes das globale Förderband oder die „thermohaline Zirkulation“. Auf dem Weg zum nördlichen Ende des Nordatlantikstroms verdunsten Teile des transportierten warmen Wassers (Evaporation). Dadurch wird der Salzgehalt (die Salinität) erhöht, wodurch das Wasser schwerer wird und zu sinken beginnt. Dort wird die Nordatlantikdrift Teil des Nordatlantik-Tiefenwassers, einer südwärts gerichteten Meeresströmung. Das System wird auch als Nordatlantische Umwälzbewegung (Atlantic Meridional Overturning Circulation, AMOC) bezeichnet.

## Wirkung
Der Nordatlantikstrom hat einen wesentlichen Einfluss auf das europäische Klima, weswegen er oft als „Warmwasserheizung Europas“ bezeichnet wird. Durch sein warmes Wasser wird auch die Luft über dem Meer erwärmt. Die Winde transportieren dann die Wärme bis weit in den europäischen Kontinent hinein, wodurch in Europa ein deutlich milderes Klima vorherrscht als in anderen Gegenden desselben Breitengrades. Nördlich des 50. Breitenkreises herrscht zum Beispiel in Kanada ein ausgesprochen kaltes Klima, bei dem nur Moose und Flechten gedeihen, und wo in dieser Tundra nur kälteresistente Tiere wie Karibus leben. Dagegen beschert der Nordatlantikstrom Mitteleuropa Laubwälder und saftige Wiesen, gute Bedingungen für Ackerbau und Viehzucht, und in den besonders nahe am Nordatlantikstrom liegenden Gebieten bewirkt er ganz besondere Möglichkeiten:
In Cornwall und speziell auf den Scilly-Inseln wachsen selbst Pflanzen, die sonst nur in wesentlich wärmeren Klimazonen heimisch sind. Palmen können dort die sonst harten Nord-Winter überleben. Der Logan Botanic Garden in Schottland, einige Kilometer südlich von Stranraer an der Westküste, beispielsweise profitiert stark vom Nordatlantikstrom: Einzelne Exemplare des Mammutblatts (Gunnera manicata) sind über 3 Meter hoch gewachsen.

## Veränderungen durch die globale Erwärmung

Index der Entwicklung der atlantischen Zirkulation seit 900 anhand von Anomalien der Meeresoberflächentemperaturen im Absinkgebiet

Die durch den Klimawandel verursachte Beeinflussung des Nordatlantikstromes, von einer Verlangsamung bis hin zu seinem völligen Aussetzen, zählt zu den bisher identifizierten Kippelementen im Erdklimasystem.
Schon 1987 warnte der US-amerikanische Klimaforscher Wallace Broecker in einem vielbeachteten Artikel vor der Möglichkeit, dass der Mensch durch den Treibhauseffekt die Atlantikströmung zum Kippen bringen könnte. Wissenschaftler haben 2007 im Zusammenhang mit dem Phänomen der globalen Erwärmung die Befürchtung geäußert, der oben unter thermohaliner Zirkulation beschriebene Absinkmechanismus könne in den nächsten 20–100 Jahren aus dem Gleichgewicht kommen.
Bei einer globalen Erwärmung können zwei Prozesse die Dichte des Meerwassers im Nordatlantikstrom verringern und so dessen Absinken verlangsamen: Wachsende Schmelzwassermengen vom grönländischen Eisschild tragen mehr Süßwasser ein; geringere Wärmeverluste des oberflächennahen Wassers an die Atmosphäre lassen das Volumen des Wassers weniger stark zurückgehen. Das Resultat wäre eine Abschwächung und möglicherweise Verlagerung des Nordatlantikstroms, was einen Klimawechsel in Nordeuropa zur Folge hätte, mit möglicherweise deutlichen Konsequenzen. Ohne die Wärmeemission des Nordatlantikstroms würde die durchschnittliche Lufttemperatur in Europa um maximal fünf Grad Celsius sinken; dies würde der zu erwartenden, weltweit durch Menschen verursachten Erwärmung in Europa entgegenwirken. Ob bzw. ab wann sich die beiden Effekte gegenseitig aufheben würden, ist nicht vorhersagbar; denkbar ist, dass die Temperaturen in Europa zunächst leicht ansteigen und dann dauerhaft um bis zu 5 Grad unter die heutigen Werte abfallen würden.
Erkenntnisse aus Sediment- und Eisbohrkernen deuten darauf hin, dass vergleichbare Ereignisse in der Vergangenheit schon mehrmals stattgefunden haben. Diese sind als Heinrich-Ereignisse bekannt.
Die Entwicklung des Nordatlantikstroms in den vergangenen Jahrzehnten und Jahrhunderten und seine künftige Entwicklung im Rahmen des gegenwärtigen Klimawandels ist Objekt intensiver Forschung.
Arbeiten zu einer Abschwächung des Nordatlantikstroms über die letzten Dekaden ergaben im Jahr 2005 keine eindeutigen Ergebnisse: Eine Arbeit aus diesem Jahr kam zu dem Schluss, dass es einen Rückgang des Nordatlantikstroms zwischen 1957 und 2004 um 30 % gegeben habe. Dies ließ sich in nachfolgenden Arbeiten nicht bestätigen, weil der Nordatlantikstrom relativ starken kurzfristigen Schwankungen unterliegt; einzelne Messungen lagen im Rahmen dieser Schwankungsbreite und ließen deshalb keine Rückschlüsse auf Entwicklungen zu. Vielmehr zeigten Langzeitmessungen in der Labradorsee bis 2007 keine Abschwächungstendenzen. Laut einer Anfang 2008 veröffentlichten Studie ist es infolge der Erwärmung seit der letzten Eiszeit zu einer Verstärkung der ozeanischen Zirkulation gekommen; die Studie stellt die These auf, die weitere Erwärmung der mittleren Atmosphärenschichten im Zuge der globalen Erwärmung werde zu einer weiteren Verstärkung der Meeresströmungen führen.
Im Jahr 2011 wurde eine Studie zum Agulhasstrom im Indischen Ozean veröffentlicht. Demnach wird dieser nicht komplett an der Ostküste Afrikas reflektiert, sondern fließt zu einem kleinen Teil auch in den Atlantik ab. Dies könnte einen größeren Effekt im Klimageschehen auf der Nordhalbkugel haben als bislang angenommen und damit sich folgende auch beim IPCC publizierte Modellvorstellungen zur Globalen Erwärmung als falsch herausstellen: Darin wird angenommen, dass durch den Süßwassereintrag durch verstärktes Schmelzen in der Polarregion der Nordhalbkugel der Nordatlantikstrom künftig abgeschwächt und durch den verminderten Wärmeeintrag die Erwärmung der Nordhalbkugel gebremst würde. Sollte der Salzwassereintrag aus dem Agulhasstrom – wie dies über die letzten Jahrzehnte beobachtbar war – sich weiterhin verstärken, würde dies auch den Nordatlantikstrom verstärken und damit zu einer zusätzlichen Erwärmung anstelle einer Abkühlung führen.

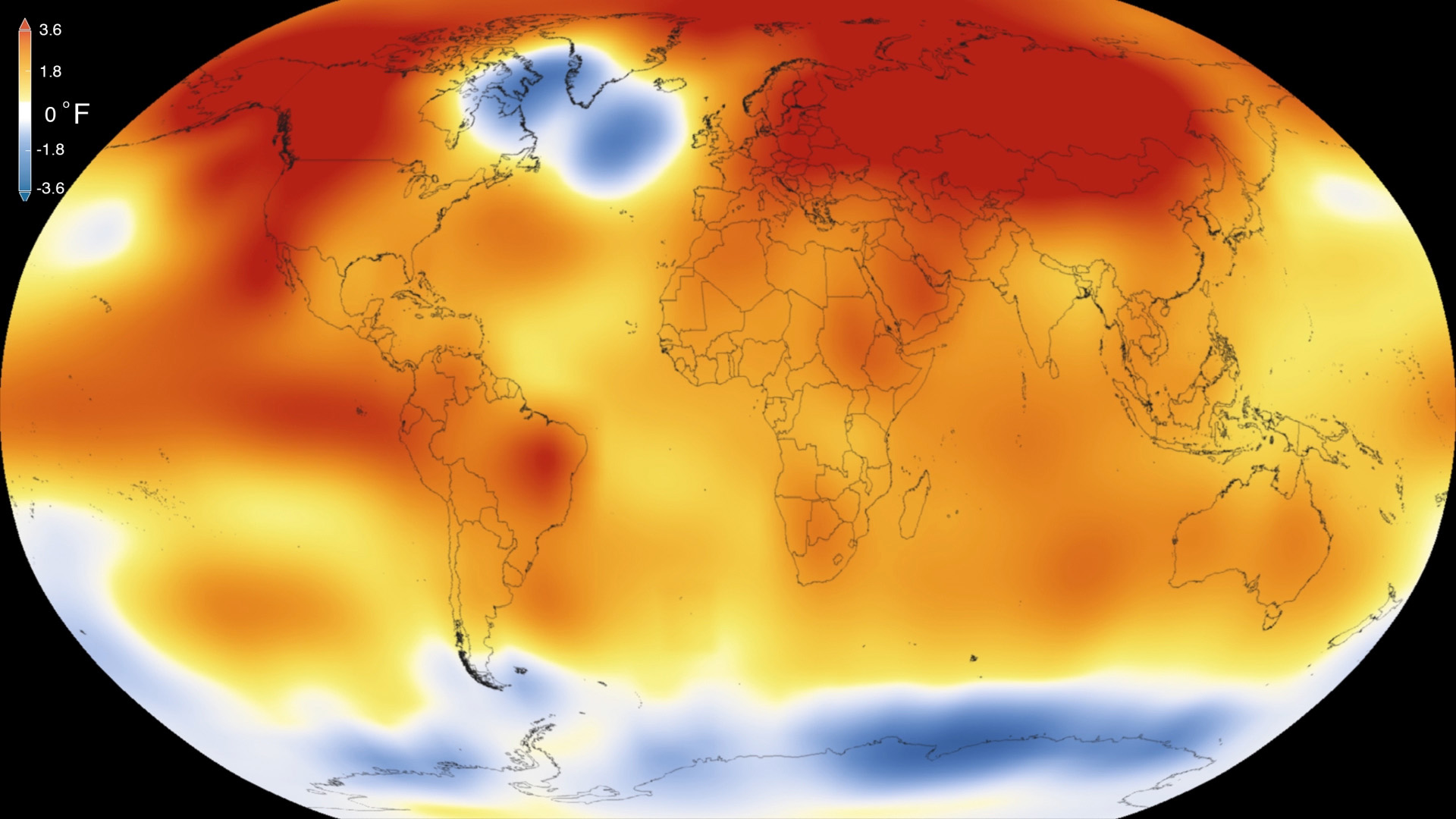
Der cold blob im Absinkgebiet der nordatlantischen Strömung

Es gibt verschiedene Versuche, die Entwicklung der atlantischen Strömungen über mehrere Jahrhunderte aus rekonstruierten Anomalien des Meeresspiegels oder der Meerestemperaturen abzuleiten. Beide Parameter werden von der thermohalinen Strömung im Atlantik beeinflusst und könnten als Indiz für deren Stärke in der Vergangenheit dienen. Eine Arbeit aus dem Jahr 2015 kam zu dem Ergebnis, es habe in den vergangenen Jahrzehnten eine ungewöhnliche Abschwächung gegeben. Dies würde auch die ungewöhnliche „kalte Blase“ (engl. cold blob) im Absinkgebiet der nordatlantischen Strömung erklären, die sich im Gegensatz zum Rest der Nordhemisphäre abkühlt statt erwärmt. Eine Bestätigung einer fünfzehnprozentigen Abschwächung des Golfstroms seit Mitte des 20. Jahrhunderts veröffentlichten im Februar 2018 Stefan Rahmstorf und Kollegen in der  Zeitschrift Nature. Neben der großflächigen Abkühlung im Nordatlantik fanden sie als weiteren Hinweis einen auch durch ihre Klimamodelle globaler Erwärmung vorhergesagten Temperaturanstieg des Golfstroms vor der Nordostküste der USA. Dieser ist darauf zurückzuführen, dass der abgeschwächte Golfstrom durch die Corioliskraft weniger abgelenkt wird und näher an der US-Küste verläuft. Es wurden Beobachtungsdaten zur Meerestemperatur seit 1870 ausgewertet (Levke Caesar) und mit einer hochauflösenden Modellrechnung verglichen, dem Klimamodell CM2.6 unter Berücksichtigung des Anstiegs der anthropogenen Treibhausgasemissionen. Dies geschah auf dem 11.000 Prozessoren umfassenden Hochleistungsrechner des Geophysical Fluid Dynamics Laboratory in Princeton und über ein halbes Jahr. In der gleichen Nature-Ausgabe wurde eine Studie von David Thornalley und Kollegen publiziert, die basierend auf der Analyse von marinen Bohrkernen die Tiefenzirkulation bezüglich Strömungsgeschwindigkeit (Größe der Sedimentkörner) und Temperatur (Isotopendaten aus Kalkschalen) in der Labrador-See in den letzten 1600 Jahren untersuchte. Dabei fanden sie eine Abschwächung der Zirkulation in den letzten hundert Jahren, ein weiterer Hinweis auf die Abschwächung des Golfstroms. Eine Auswertung von verschiedenen historischen Proxy-Daten unterschiedlichster Herkunft (Baumringe, Sediment- und Eisbohrkerne etc.) durch Stefan Rahmstorf und Kollegen vom Potsdamer Institut für Klimafolgenforschung von 2021 bestätigte das Bild einer relativ stabilen Entwicklung seit etwa 400 n. Chr. bis zu einer anfänglichen Schwächung Mitte des 19. Jahrhunderts (Auslauf der kleinen Eiszeit) gefolgt von einem weiteren erheblich schnelleren Niedergang des AMOC ab Mitte des 20. Jahrhunderts und der insgesamt schwächsten Phase in den letzten Jahrzehnten.
Der Klimaforscher Niklas Boers vom Potsdam-Institut für Klimafolgenforschung (PIK) schrieb 2021 in Nature Climate Change, seine Analyse zeige, dass das AMOC-System „im Lauf des letzten Jahrhunderts von relativ stabilen Verhältnissen zu einem Punkt nahe einer kritischen Schwelle übergegangen“ sei. Die Studie führte einen neuen, robusten Frühwarnindikator ein und konstatierte bedeutsame Frühwarnsignale für ein Umkippen in acht unabhängigen Indikatoren (basierend auf Ozeantemperatur und Salzgehalt in verschiedenen Stellen im Atlantik).
Unabhängige Studien kamen 2023 und 2024 ebenfalls zu dem Schluss, dass das Strömungssystem des Atlantiks vor einem „verheerenden Kipppunkt“ steht. Die Einflüsse der Atlantischen Meridionalen Umwälzströmung (AMOC) wirkten sich auf das Wettergeschehen und das Meeresspiegelniveau aus. In Teilen Europas könnten die Temperaturen innerhalb eines Jahrhunderts um bis zu 30 Grad Celsius sinken, was innerhalb von nur ein oder zwei Jahrzehnten zu einem völlig anderen Klima führen würde. Demgegenüber könnte sich auf der Südhalbkugel die Erwärmung verstärken.
Während in den meisten Studien davon ausgegangen wird, dass ein derartiges Kippen im 21. Jahrhundert unwahrscheinlich ist, hält man es in einer Studie aus dem Jahr 2023 aber ab der Mitte dieses Jahrhunderts für möglich. Die Geschwister Peter und Susanne Ditlevesen (Universität Kopenhagen) veröffentlichten ihre Forschungsergebnisse 2023 in der Fachzeitschrift Nature, wo sie den möglichen Zusammenbruch des AMOC bereits im Zeitraum zwischen 2025 und 2095, für möglich hielten. Durch die Berechnung unterschiedlicher Szenarien (je nach Emissionsverhalten) wurde die höchste Wahrscheinlichkeit eines Kipppunktes (Point of no Return) für das Jahr 2057 prognostiziert. Eine 2025 veröffentlichte Studie hingegen zeigte zwar eine Abschwächung, jedoch keinen Kollaps: Sie untersuchte in Experimenten mit Klimamodellen die Reaktion der AMOC auf eine abrupte Vervierfachung der atmosphärischen CO2-Konzentrationen und einen abrupten Süßwassereintrag von 0,3 Sverdrup. Die AMOC schwächte sich zwar ab, aber es kam zu keinem vollständigen Kollaps. Erklärt wurde dies damit, dass der windgetriebene Auftrieb im Südlichen Ozean anhält und weiter durch im Nordatlantik absinkendes Wasser kompensiert werden muss, weil sich nicht in ausreichendem Maß eine kompensierende pazifische Umwälzzirkulation entwickelt. Dieses Resultat schließt jedoch nicht aus, dass es einen Kipppunkt für den durch Dichtedifferenzen angetriebenen Teil der AMOC gibt.

## Erforschung
Im Zuge des Kalten Krieges wendeten die beiden damaligen Supermächte (USA und UdSSR) viel Geld und Aufwand daran, die See und das Seewetter zu erforschen. Dazu wurden Satelliten in geostationäre Umlaufbahnen oder in niedrigere Umlaufbahnen geschossen, zum Beispiel:
- 1960: Erste Fernsehkamera auf dem Satelliten Tiros in der Erdumlaufbahn.
- 1966: Erste Daten der ESSA-Satelliten können vom Deutschen Wetterdienst empfangen werden.
- 1970: Die NASA startet den ersten Satelliten der NOAA-Serie.
- 1975: Der erste Satellit vom GOES-Typ (NASA) wird gestartet, auch die Sowjetunion bringt Wettersatellit ins All.
- 1977: Der erste Satellit der Meteosat-Reihe wird von der ESA in eine Umlaufbahn um die Erde gebracht.

Wärmebildkameras an Bord liefern Bilder der Oberflächentemperatur des Meerwassers. Satelliten mit Radar können die Höhe der Meeresoberfläche (die sich durch Gezeiten, Stürme u. a. ändert) und auch ihre Welligkeit messen.